# LGM Productions
Pour les articles homonymes, voir LGM.
LGM Productions était un groupe d'entreprise de réalisation audiovisuelle française fondée en 1994 par le président actuel Jean-Baptiste Dupont et le directeur général actuel Cyril Colbeau-Justin.
Elle dispose de deux structures 
-1- LGM Films (492-383-872) dissoute le 16 février 2016.
-2- LGM Cinema (492-383-906) mise en liquidation judiciaire le  26 juin 2017.

LGM Cinéma

## Filmographie
- 2000 : Grégoire Moulin contre l'humanité d'Artus de Penguern
- 2002 : Gangsters d'Olivier Marchal
- 2003 : Mais qui a tué Pamela Rose ? d'Éric Lartigau
- 2004 : Alive de Frédéric Berthe
- 2004 : 36 quai des Orfèvres d'Olivier Marchal
- 2006 : La Piste d'Éric Valli
- 2006 : Un ticket pour l'espace d'Éric Lartigau
- 2007 : Ce soir je dors chez toi d'Olivier Baroux
- 2007 : Pars vite et reviens tard de Régis Wargnier
- 2008 : Les Liens du sang de Jacques Maillot
- 2008 : Disco de Fabien Onteniente
- 2008 : MR73 d'Olivier Marchal
- 2008 : Cliente de Josiane Balasko
- 2009 : R.T.T. de Frédéric Berthe
- 2010 : Bus palladium de Christopher Thompson
- 2010 : À bout portant de Fred Cavayé
- 2011 : Le Fils à Jo de Philippe Guillard
- 2011 : Les Yeux de sa mère de Thierry Klifa
- 2011 : Les Lyonnais d'Olivier Marchal
- 2011 : Hollywoo de Frédéric Berthe et Pascal Serieis
- 2012 : La Mer à boire de Jacques Maillot
- 2012 : Cloclo de Florent Emilio-Siri
- 2012 : Maman d'Alexandra Leclère
- 2012 : Mais qui a retué Pamela Rose ? de Kad Merad et Olivier Baroux
- 2013 : Boule et Bill de Franck Magnier et Alexandre Charlot
- 2013 : Les Garçons et Guillaume, à table ! de Guillaume Gallienne
- 2014 : Mea Culpa de Fred Cavayé
- 2016 : The End de Guillaume Nicloux
- 2017 : Boule et Bill 2 de Pascal Bourdiaux
- 2017 : Maryline de Guillaume Gallienne